# Hohe Straße 6 (Quedlinburg)

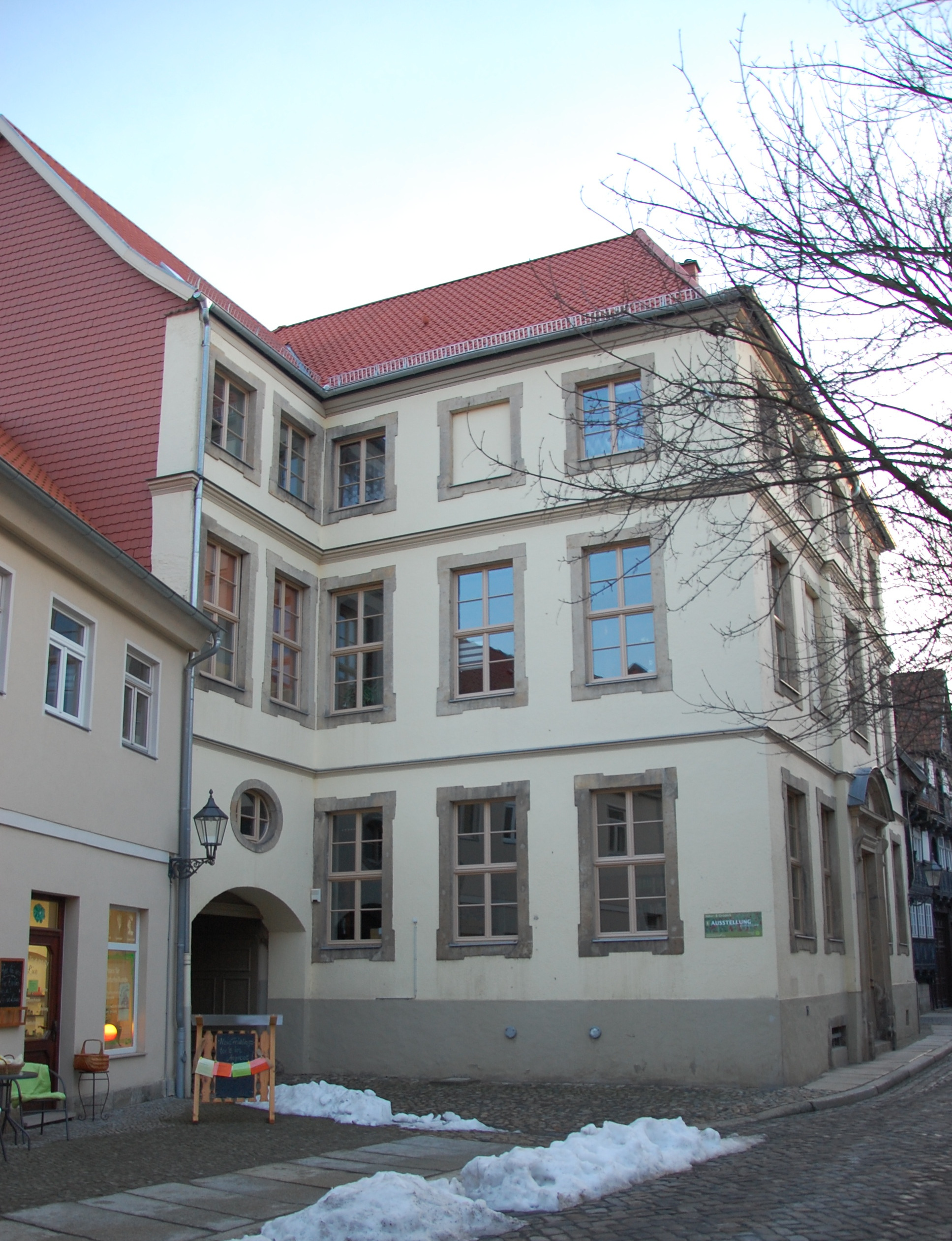
Haus Hohe Straße 6, Blick von Norden

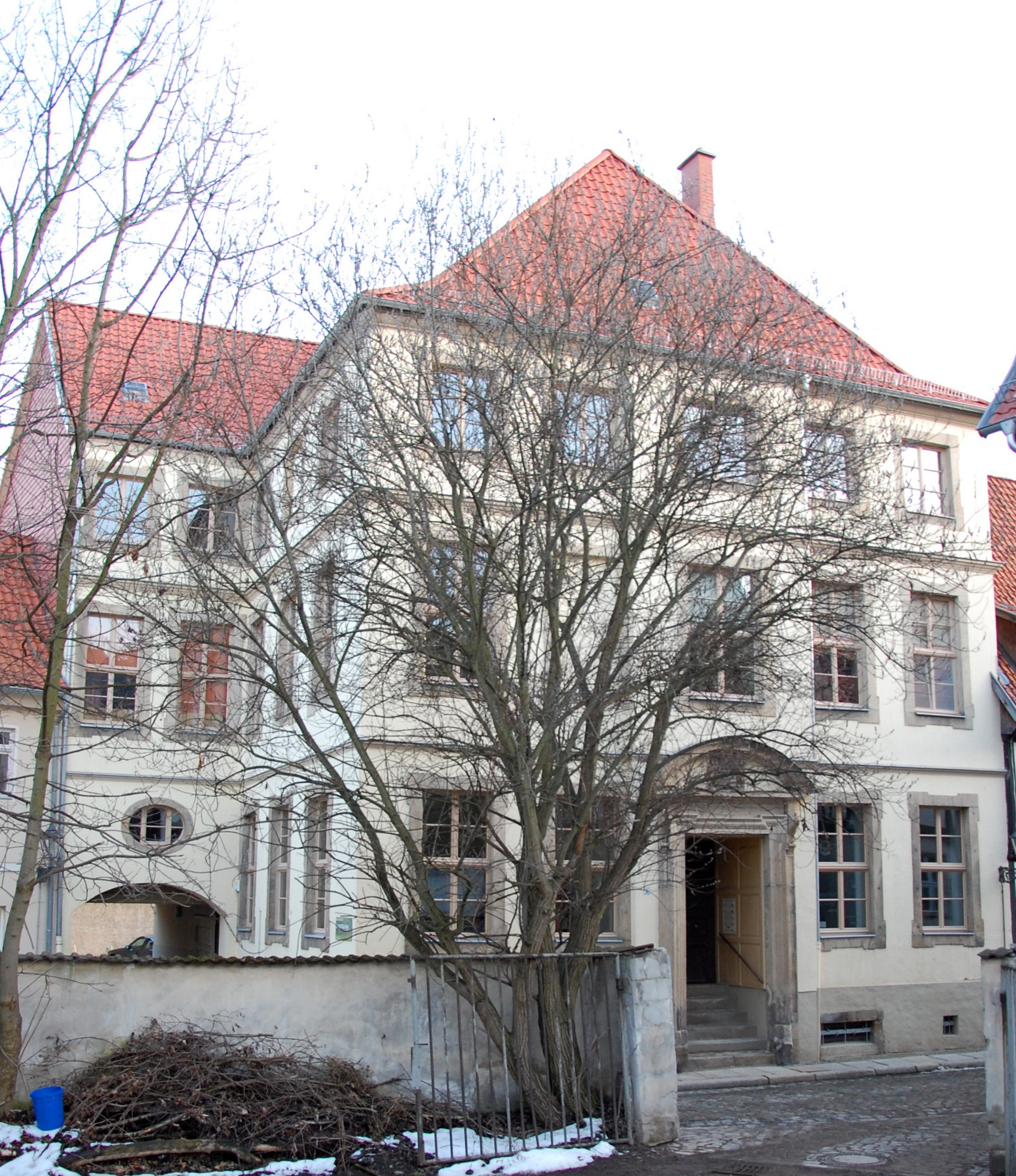
Blick auf die Fassade mit Hauptportal

Das Haus Hohe Straße 6 ist ein denkmalgeschütztes Gebäude in der Stadt Quedlinburg in Sachsen-Anhalt.

## Lage
Es befindet sich im Stadtgebiet westlich des Quedlinburger Marktplatzes auf der Ostseite der Hohen Straße, deren Straßenflucht an dieser Stelle vorspringt. Das Haus gehört zum UNESCO-Weltkulturerbe und ist im Denkmalverzeichnis Quedlinburgs als Wohnhaus eingetragen. Nördlich grenzt das gleichfalls denkmalgeschützte Haus Hohe Straße 5, südlich das Haus Hohe Straße 7 an.

## Architektur und Geschichte
Das dreigeschossige Gebäude wurde im Jahr 1704 errichtet. Die straßenseitige Fassade wurde in massiver Bauweise, übrige Bauteile in Fachwerkbauweise gebaut. Vermutlich ging der Bau aus einem Freihof hervor. Das im Stil eines barocken Stadtpalais gebaute Gebäude verfügt am Haupthaus über fünf Achsen, wobei die mittlere Achse  durch Portal und Wandvorlage betont ist und drei Achsen stark in die Straßenflucht hervortritt. Die Fenster sind mit geohrten Gewänden aus Werkstein gerahmt.
Am Segmentgiebel oberhalb des Portals befindet sich eine Wappenkartusche der Sophia Johanna Angelica von Lüder, geborene Velhagen. Seitlich am Gebäude ist eine Toreinfahrt angeordnet, über der sich ein Ochsenauge befindet.